# 特羅赫斯
特羅赫斯（西班牙語：Trojes），是洪都拉斯的城鎮，位於該國南部，由埃爾帕拉伊索省負責管轄，面積1,369.3平方公里，海拔高度819米，2001年人口34,279，人口密度每平方公里25.03人。
14°4′N 85°58′W / 14.067°N 85.967°W